# Stazione di Gaggio
La stazione di Gaggio era una fermata ferroviaria di superficie, dotata di 2 binari e sovrappasso in cemento, situata a Gaggio di Marcon; nella notte del 13 dicembre 2008 questa fermata è stata soppressa, sostituita dalla stazione di Gaggio Porta Est, nei pressi della grande zona commerciale di Marcon. L'adiacente passaggio a livello è stato chiuso, e la strada deviata sul nuovo cavalcavia ad ovest dell'attuale stazione, mentre per i pedoni è stato costruito un marciapiede, adiacente alla linea ferroviaria, che permette loro di raggiungere più velocemente la nuova fermata.